# هربرت كينيث إيري شو
هربرت كينيث إيري شو (1902-1985) (بالإنجليزية: Herbert Kenneth Airy Shaw)‏ هو عالم نبات بريطاني.